# ラード2
ラード2（ペルシア語: رعد-2、英語:Thunder-2)は、イランが開発した自走砲である。ボラーグ装甲兵員輸送車の派生型であるラード1自走榴弾砲の後継とされている。
名称のラードは、前に開発されたラード1と同じくペルシア語の「雷｣に因む。

## 概要
主力戦車のゾルファガールと同じく1997年から配備がされていることが確認された。2S1 122mm自走榴弾砲やコクサンなどの旧式化した装備を更新するものだと考えられる。

## 車体
車体はボラーグ装甲兵員輸送車を基にしているが、ラード1と異なり砲塔はM109A1に似た溶接砲塔である。また転輪はM113のような小型転輪ではなくT-72と同じ大型転輪になっており東側製装甲戦闘車両の車体に西側風の溶接砲塔をもった独特な外観をもっている。
エンジンは800馬力クラスのエンジンといわれており、イラン陸軍によると最高速度はゾルファガールと同じ70Km/hと発表されている。

## 兵装
主砲はM109A1に搭載されたM185 39口径155mm榴弾砲のコピーであるHM44を搭載している。また自動装填装置を装備しており乗員はM109から一人減った3人になっている。
副武装としてDShKMを砲塔の左側のキューポラに装備している。

## 運用
1997年に配備が確認されて以来、軍事パレードにたびたび登場している。近年になって改良型のラード2Mが確認された。

## バリエーション
ラード2
初期型。1997年に生産開始。
ラード2M
エンジンをウクライナ製の5TDFディーゼルエンジンに換装。